# La regina dei vichinghi (romanzo)
La regina dei vichinghi è un libro di Jackie French che tratta della vita nelle zone nordiche al tempo dei vichinghi. Pubblicato in Australia con il titolo They Came on Viking Ships nel 2005, uscì nel Regno Unito col titolo Slave Girl, e negli Stati Uniti con il titolo Rover.

## Trama
Hekja è una ragazzina di 12 anni nativa di un'isoletta nel nord della Scozia. Dalla morte del padre e dei fratelli vive con la madre in una capanna ai margini del suo villaggio. Un giorno Hekja salva da un gabbiano Riki Snarfari (Possente Vagabondo), un cucciolo della cagna da caccia del capo, il quale, notando che il cagnolino è rimasto zoppo, lo lascia a Hekja. La ragazzina lo cura aiutata dalla strega Tikka e da Bran, figlio del capo.
Avendo appunto 12 anni, Hekja deve passare l'estate in montagna a curare le mucche del villaggio con le altre ragazze, che la disprezzano sia per l'amicizia con Bran sia per il possesso di un cane, ossia Riki Snarfari, ora soprannominato Snarf.

L'estate prosegue fra prese in giro e la crescita di Snarf, finché un giorno delle navi, che Hekja riconosce subito come vichinghe, attaccano il villaggio.

Hekja corre subito giù dalla montagna per avvisare i suoi compaesani, ma arriva troppo tardi: moltissimi abitanti sono già morti, compresa sua madre.
La dodicenne si trova a dover scappare dall'assassino di sua madre, finché un'alta donna dai capelli rossi non la cattura e la porta sulla sua nave. Hekja viene portata fino alla loro città in Norvegia, dove Hekja lavora per circa un anno da schiava.

Dopo aver passato il Natale dell'anno 999 parte con la spedizione diretta in Groenlandia, terra lontana colonizzata già tempo prima da Erik il Rosso, che la protagonista conoscerà. Proprio nel periodo in cui lei si trova là Erik muore e gli viene fatta una tomba a forma di nave. Fa delle amicizie in Groenlandia, tra cui una schiava anziana, che la supporta. Dopo un po' Hekja salpa con tutti gli altri per una nuova spedizione per scoprire una terra sconosciuta.
Arrivano dopo un lungo viaggio nell'isola sconosciuta. La Principessa Freydis (la ragazza dai capelli rossi) e suo marito costruiscono un villaggio nella parte sud, mentre il fratello di Freydis costruisce una casa con sua moglie a nord.
Proprio in questo periodo a Hekja viene riconosciuta la libertà e Freydis la prende come figlia. Viene scoperta anche una tribù di indigeni. Ma i pericoli sono dietro l'angolo e il fratello della ragazza li tradisce e dice agli indigeni di attaccarli.
Scoppia dunque una battaglia, che finisce con la morte del fratello della regina.
Proprio in quel momento Freydis partorisce, dando alla luce una femmina. Infine la ragazza salpa per la Norvegia con il marito e la figlia e scrive una lettera a Hekja.